# تلویزیون فانتزی

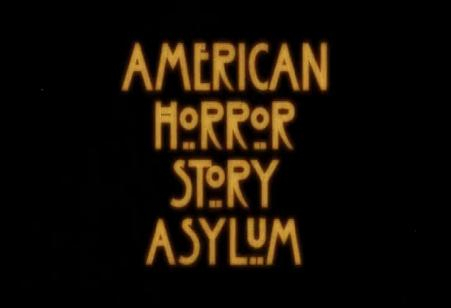
تلویزیون فانتزی

تلویزیون فانتزی (انگلیسی: Fantasy television) ژانری از نمایش‌های تلویزیونی است.

## شکل
عناصر خارق‌العاده ای را شامل می‌شود، که اغلب شامل جادو، نیروهای ماوراءالطبیعه یا جهان‌های خیالی عجیب و غریب است. برنامه‌های تلویزیونی فانتزی اغلب براساس قصه‌هایی از اسطوره‌ها و فولکلور ساخته می‌شوند، یا از داستان‌های فانتزی در رسانه‌های دیگر اقتباس شده‌اند.